# Watkins (Minnesota)
Watkins es una ciudad situada en el condado de Meeker, Minnesota, Estados Unidos. Tiene una población estimada, a mediados de 2023, de 1017 habitantes.

## Geografía
La localidad está ubicada en las coordenadas 45°18′57″N 94°24′43″O / 45.31583, -94.41194 (45.315829, -94.412004). Según la Oficina del Censo, tiene una superficie total de 1.78 km² de tierra y 0.001 km² de agua.

## Demografía
Según el censo de 2020, en ese momento había 991 personas residiendo en la localidad. La densidad de población era de 556.74 hab./km². El 92.84% de los habitantes eran blancos, el 0.30% eran afroamericanos, el 0.81% eran amerindios, el 1.41% eran de otras razas y el 4.64% eran de una mezcla de razas. Del total de la población, el 3.03% eran hispanos o latinos de cualquier raza.